# ADCC Submission Fighting World Championships 2005
VI Mistrzostwa Świata ADCC – szósta edycja największego turnieju submission fightingu na świecie, która odbyła się w dniach 28–29 maja 2005 roku w Long Beach w Kalifornii.

## Wyniki

### Mężczyźni
| Kategoria:  | Złoto:               | Srebro:               | Brąz:                  |
| 66 kg       | Leonardo Vieira      | Rani Yahya            | Marcio Feitosa         |
| 77 kg       | Marcelo Garcia       | Pablo Popovitch       | Jake Shields           |
| 88 kg       | Ronaldo Souza        | Demian Maia           | Saulo Ribeiro          |
| 99 kg       | Roger Gracie         | Alexandre Ferreira    | Alexandre Ribeiro      |
| ponad 99 kg | Jeff Monson          | Gabriel Gonzaga       | Fabricio Werdum        |
| Absolute    | Roger Gracie (99 kg) | Ronaldo Souza (88 kg) | Marcelo Garcia (77 kg) |

### Kobiety
| Kategoria:  | Złoto:                  | Srebro:             | Brąz:                   |
| 60 kg       | Kyra Gracie             | Leka Vieira         | Megumi Fujii            |
| ponad 60 kg | Juliana Borges          | Stacy Cartwright    | Kizma Button            |
| Absolute    | Juliana Borges (+60 kg) | Tara LaRosa (60 kg) | Amanda Buckner (+60 kg) |

### „Super walka”
- Dean Lister vs  Jean Jacques Machado – zwycięstwo Listera

### Wyróżnienia
- Najlepsza walka: Marcelo Garcia za poddanie Ricco Rodrigueza
- Najlepsza technika: Roger Gracie